# BN LRV
Le BN LRV pour light rail vehicle (« véhicule ferré léger ») est un type d'automotrice électrique pour métro léger et tramway construit par La Brugeoise et Nivelles (BN) pour la Société nationale des chemins de fer vicinaux (SNCV) dans les années 1980.

## Histoire

### Le matériel roulant de la SNCV à la fin des années 1970
En avril 1959, l'atelier SNCV de Cureghem livre la motrice S 9785, deux-centième et dernière motrice de la série. La SNCV possède alors un effectif de motrices modernes assez important. La SNCV étant en pleine crise de suppression des services ferrés, ce parc est suffisant pour remplacer les anciens véhicules subsistants et sera très pléthorique. Ceci entraîne le déclassement rapide des petites séries, leur vente à l'étranger ou la transformation de trams en remorques y compris des type S.

### Le concept du métro léger
Dans le même temps, la SNCV met en œuvre suivant les plans établis pour le réseau de Charleroi dans les années 1960 la conversion de certaines lignes en métro léger par la construction d'emprises en site séparé et site propre intégral en remplacement des anciens tracés en chaussée. Elle suit le même principe sur la ligne de la côte en construisant de nouvelles sections en site séparé en remplacement des anciens tracés en chaussée. Pour accompagner cette évolution de modèle, la SNCV décide d'étudier la conception d'une nouvelle motrice inspirée du principe de métro léger. Elle se présente comme une motrice articulée à 2 caisses déclinée en 2 versions, unidirectionnelle pour la côte et bidirectionnelle pour Charleroi, elle est par ailleurs conçue pour desservir des stations de métro à quai haut ainsi que des arrêts en chaussée.
Le 18 mai 1977, la SNCV passe commande de deux prototypes, l'un unidirectionnel (n° de série 6000) pour le littoral, l'autre bidirectionnel (n° de série 6100) pour Charleroi. Alors que les prototypes n'ont pas encore été livrés, la SNCV passe commande le 18 décembre 1978 pour une série de 105 véhicules dont 50 motrices unidirectionnelles pour la ligne de la côte et 55 motrices bidirectionnelles pour le réseau de Charleroi.

### Mise en service des prototypes
La BN, incapable de tenir ses engagements contractuels va livrer les prototypes avec presque un an de retard. Au printemps 1980, le constructeur présente la voiture 6000 terminée mais à trois éléments au lieu de deux commandés. La SNCV exige le démontage de cet élément ayant commandé des voitures à deux éléments. La 6000 sera finalement livrée à l'atelier d'Ostende le 9 juin 1980 (avec deux éléments). Des essais sont alors effectués au sein du dépôt et dès le lendemain, sur la digue entre Mariakerke et Middelkerke. À partir du 1er septembre, quelques services commerciaux seront assurés.

La 6100 est livrée au dépôt d'Anderlues le 13 août 1980. Les essais se dérouleront de nuit du 18 au 30 août sur la ligne 90 à Fontaine l'Evêque. La nuit du 29 au 30 août, elle sera transférée à Jumet pour des essais d'endurance.

### Livraison et premières affectations
À la suite de la livraison des deux prototypes 6000 et 6100, la BN commence la livraison des motrices de type 6100 pour la plupart livrées à Ostende pour circuler sur la ligne de la côte. À partir du 3 novembre 1981, elles sont également engagées sur la ligne 62 entre Charleroi et Gosselies jusqu'en mai 1983 et à la remise en service de la ligne 90 à la fin des travaux de modernisation en 1982, elles sont engagées sur la ligne 90 et ses services partiels. Elles vont également servir à partir du 14 avril 1986 sur la ligne 41 à la limitation de celle-ci à Jumet Gohyssart et ce jusqu'à sa suppression en 1988. En 1982 et 1983, la BN livre les motrices de type 6000 entraînant la mutation vers le Hainaut des motrices de type 6100.

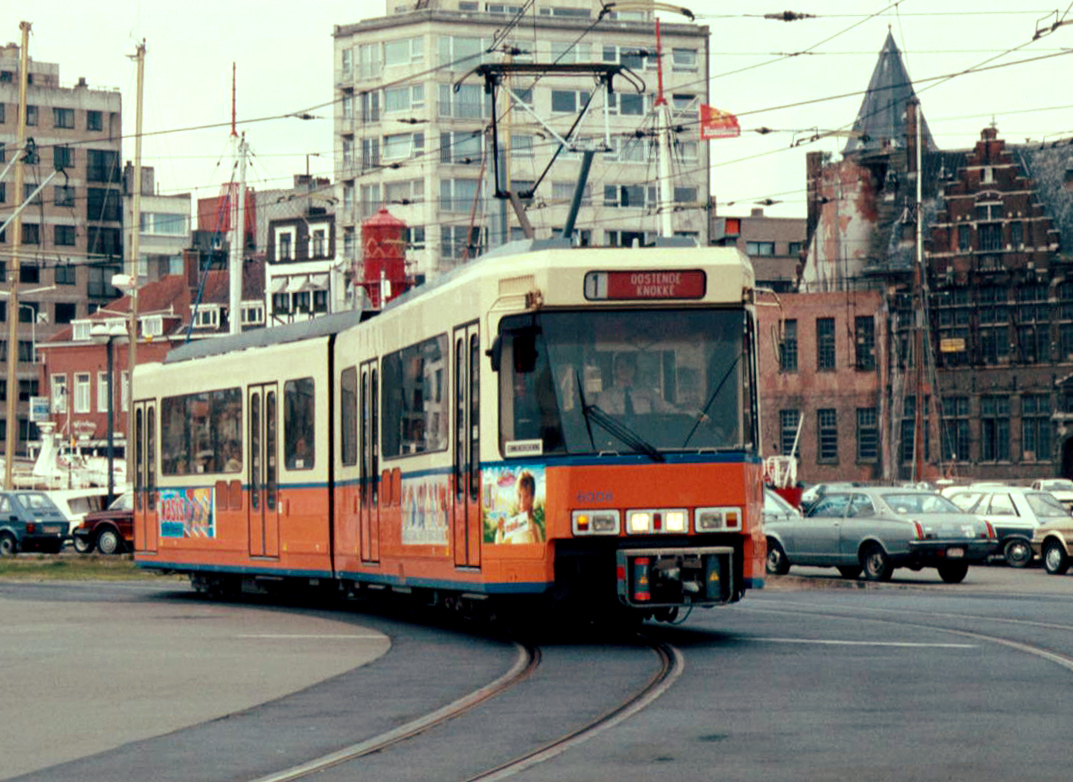
1985 Motrice type 6000 en service sur la ligne de la côte à la gare d'Ostende.

### Essais pour les voitures de Manille
Par ailleurs, la BN a reçu une commande pour un véhicule similaire au LRV pour le métro de Manille mais en 3 caisses et uniquement prévu pour une exploitation métro. Pour permettre de tester les bogies à voie normale destinés aux voitures construites pour Manille, la 6106, entre avril et mai 1981, et le 6145, en mai 1982, sont équipées de bogies à voie normale et sont essayés de nuit sur la ligne 44 à Bruxelles.

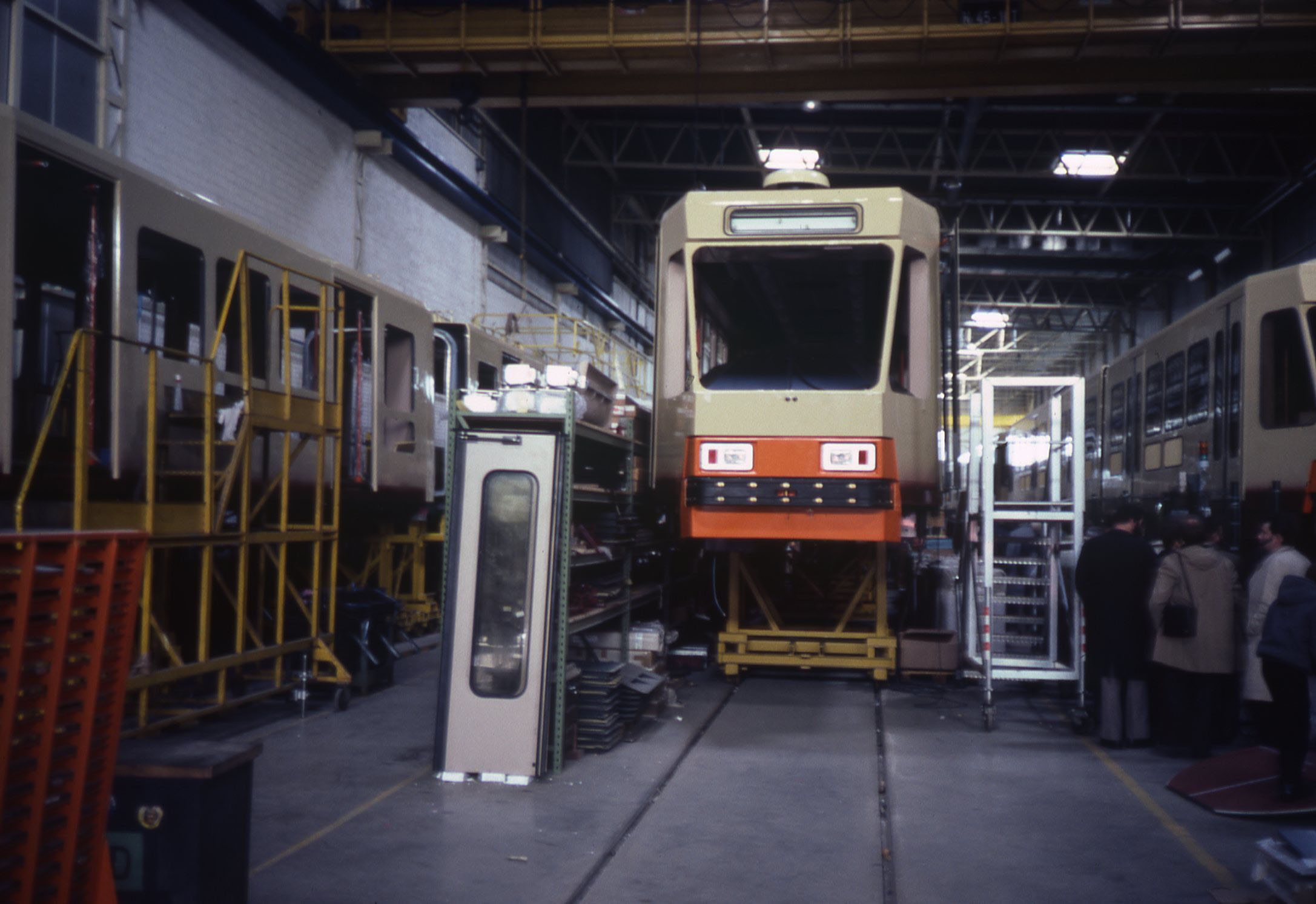
Motrice pour le métro de Manille en cours de fabrication à l'usine de Bruges en 1982.

### La régionalisation de 1991
En 1991, à la suite de la régionalisation, la Société nationale des chemins de fer vicinaux est remplacée par 2 sociétés régionales la Société régionale wallonne du transport (SRWT) sous la dénomination commerciale TEC en Wallonie et la Vlaamse Vervoermaatschappij sous la dénomination commerciale De Lijn en Flandre. De Lijn conserve les motrices de type 6000 (série 6000-6049) ainsi que les motrices 6102, 6107 et 6131. Le TEC conserve les motrices de type 6100 à l'exception des 6102, 6107 et 6131, ces motrices vont par ailleurs être renumérotées en 74xx (série 7400..7454).

### À De Lijn

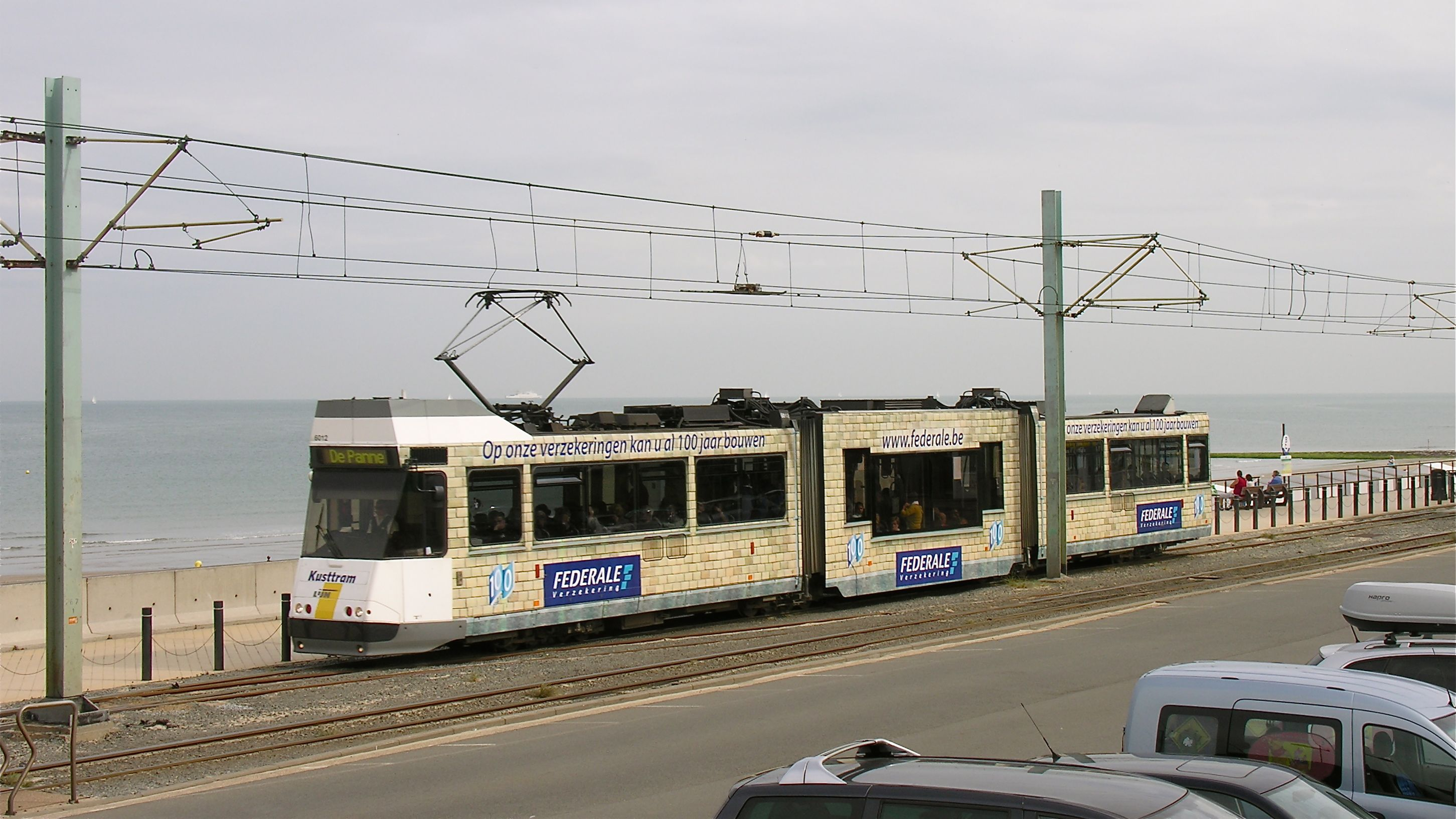
25 août 2011 Motrice type 6000 modernisée de De Lijn (série 6000-6049 avec caisse centrale surbaissée) en service sur la ligne de la côte.
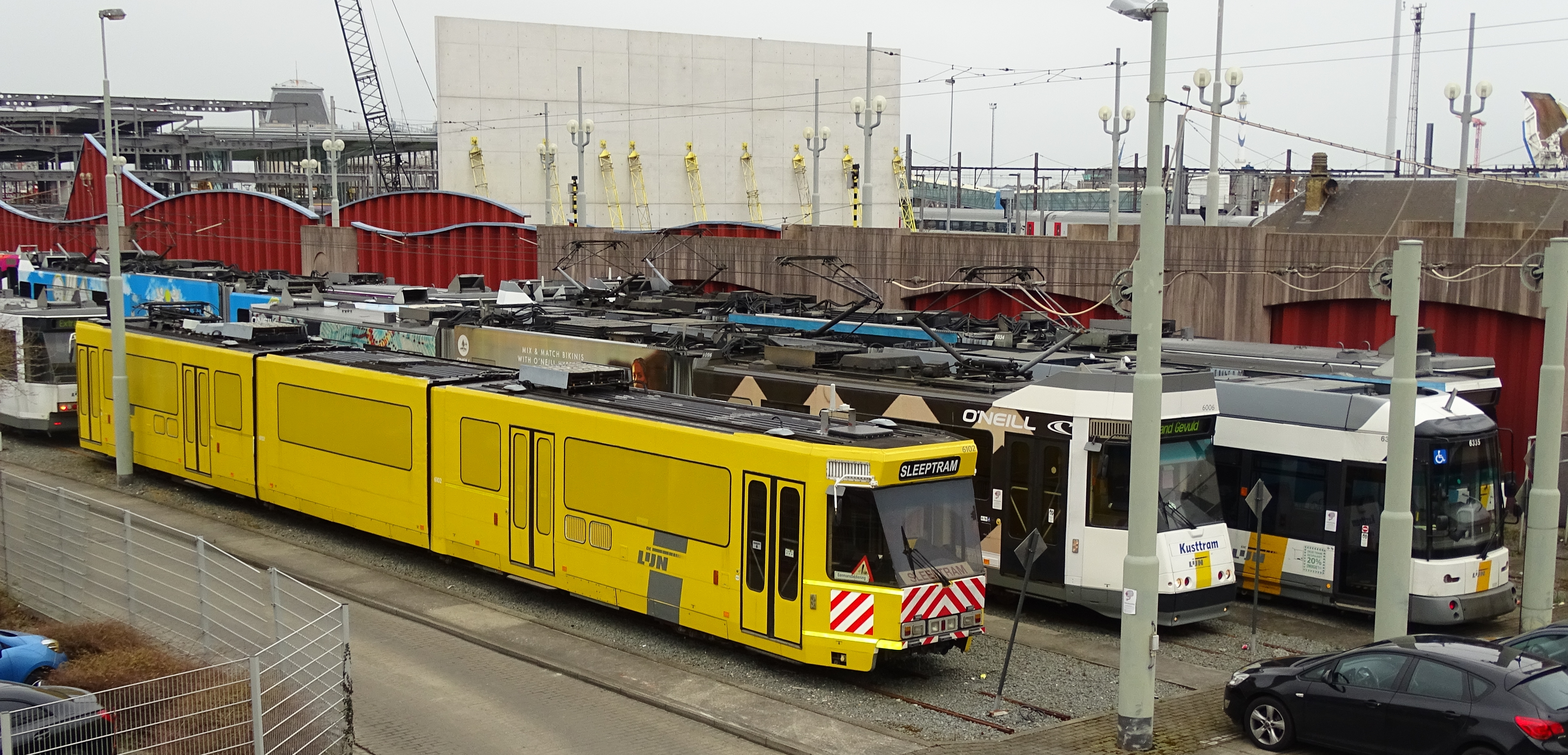
18 mars 2016 Motrice 6102 de De Lijn transformée en motrice de service.

Le 23 septembre 2023, les rames de la côte sont complètement retirées du service. Trois d'entre elles seront préservées de la destruction et conservées par des associations de sauvegarde.

### Au TEC
À la suite de la suppression des dernières lignes vicinales en 1988 (41 et 62) et de la ligne 90 le 29 août 1993, les motrices de type 6100 en service à Charleroi restent en service sur l'ancien service partiel 89 de la ligne 90 entre Charleroi et Anderlues puis sont engagées à partir de 1992 sur la ligne 54 du métro léger vers Gilly. À la réorganisation du réseau du métro léger de Charleroi le 27 juillet 2012 et à l'ouverture complète de la nouvelle ligne de Gosselies au 22 juin 2013 les motrices continuent de servir sur le réseau du métro léger de Charleroi sur les lignes M1/M2, M3 et M4.
Par ailleurs, le TEC a lancé le 20 juillet 2016 un appel d'offres pour la rénovation de 46 motrices, le contrat a été attribué le 25 juin 2018 à la société Alstom. Le programme de rénovation commencera en septembre 2019 avec la réalisation d'un prototype et durera 5 ans avec 12 motrices rénovées par an,.

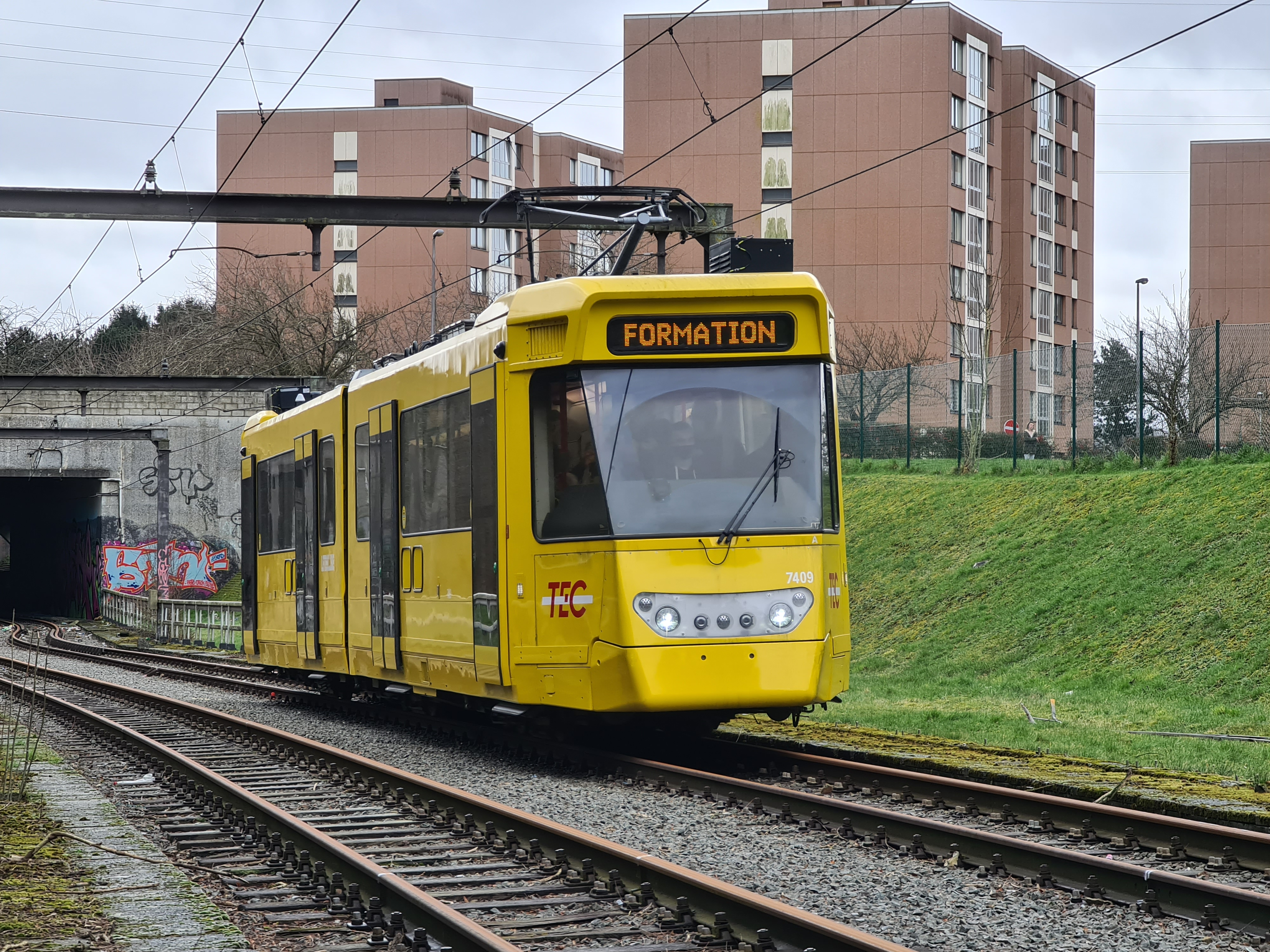
Motrice 7409, première à avoir été rénovée et présentée en 2022 à la presse.

## Caractéristiques

### Conception
Le véhicule se présente comme une motrice articulée sur 2 caisses et 3 bogies, d'une longueur totale de 22,88 m et d'une largeur totale de 2,5 m, unidirectionnelle pour le type 6000 et bidirectionnelle pour le type 6100.
| Modèle                                 | 6000 doubles                                                                                        | 6000 triples                                                                                        | 6100 (TEC 7400)                                                                                     | 6102                                                                                                |
| -------------------------------------- | --------------------------------------------------------------------------------------------------- | --------------------------------------------------------------------------------------------------- | --------------------------------------------------------------------------------------------------- | --------------------------------------------------------------------------------------------------- |
| Écartement                             | 1 000 mm (métrique)                                                                                 | 1 000 mm (métrique)                                                                                 | 1 000 mm (métrique)                                                                                 | 1 000 mm (métrique)                                                                                 |
| Nombre de caisses                      | 2                                                                                                   | 3                                                                                                   | 2                                                                                                   | 3                                                                                                   |
| Longueur                               | | | | |
| Hors-caisse                            | 21 780 mm                                                                                           | 29 280 mm                                                                                           | 21 780 mm                                                                                           | 28 280 mm                                                                                           |
| Hors-tout                              | 22 880 mm                                                                                           | 30 380 mm                                                                                           | 22 880 mm                                                                                           | 29 380 mm                                                                                           |
| Largeur                                | | | | |
| Hors-caisse                            | 2 500 mm                                                                                            | 2 500 mm                                                                                            | 2 500 mm                                                                                            | 2 500 mm                                                                                            |
| Hors-tout                              | 2 500 mm                                                                                            | 2 500 mm                                                                                            | 2 500 mm                                                                                            | 2 500 mm                                                                                            |
| Hauteur au-dessus du plan de roulement | | | | |
| Hors-caisse                            | 3 260 mm                                                                                            | | 3 260 mm                                                                                            | |
| Hors-tout                              | 3 775 mm                                                                                            | | 3 775 mm                                                                                            | |
| Pantographe abaissé                    | | | | |
| Entraxe bogies                         | 6 750 mm                                                                                            | 6 750 mm                                                                                            | 6 750 mm                                                                                            | 6 750 mm                                                                                            |
| Porte-à-faux                           | | | | |
| Hors-caisse                            | 4 140 mm                                                                                            | | 4 140 mm                                                                                            | |
| Hors-tout                              | 4 690 mm                                                                                            | | 4 690 mm                                                                                            | |
| nombre de bogies - moteurs - porteurs  | 2 1                                                                                                 | 2 2                                                                                                 | 2 1                                                                                                 | 2 2                                                                                                 |
| disposition des essieux                | B'2'B'                                                                                              | B'2'2'B'                                                                                            | B'2'B'                                                                                              | B'2'2'B'                                                                                            |
| Conduite                               | unidirectionnelle                                                                                   | unidirectionnelle                                                                                   | bidirectionnelle                                                                                    | bidirectionnelle                                                                                    |
| Masse à vide                           | 31,3 t                                                                                              | 44,3 t                                                                                              | 32,5 t                                                                                              | |
| Masse en charge (4 personnes/m2)       | 44,5 t                                                                                              | | 45 t                                                                                                | |
| Masse en charge (6 personnes/m2)       | 47,6 t                                                                                              | | 48,5 t                                                                                              | |
| Caisse                                 | - caisse autoportante à ossature soudée en profilés d'acier - revêtement extérieur en tôles d'acier | - caisse autoportante à ossature soudée en profilés d'acier - revêtement extérieur en tôles d'acier | - caisse autoportante à ossature soudée en profilés d'acier - revêtement extérieur en tôles d'acier | - caisse autoportante à ossature soudée en profilés d'acier - revêtement extérieur en tôles d'acier |

nc. non concerné.

### Bogies
Les types 6000 et 6100 comportent d'origine 1 bogie porteur sous l'articulation et 2 bogies moteurs (1 à chaque extrémité).
Les bogies moteurs comme porteur ont un empattement de 1 800 mm, munis de 2 essieux classiques dotés de roues de Ø660 mm de diamètre. Ils disposent de roues élastiques, d'une suspension primaire caoutchouc-métal type clouth et secondaire pneumatique qui supporte la traverse danseuse munie d'une couronne à billes pour la liaison caisse-bogie. Les 2 bogies moteurs sont du type monomoteur, munis d'un moteur ACEC ME084S de 228 kW disposé longitudinalement au centre du bogie entrainant chacun les 2 essieux du bogie. Les bogies sont équipés sur chaque essieu d'une unité de frein à disque à fonctionnement électropneumatique ainsi que de 2 patins électromagnétiques.
| Bogie                         | Moteur | Porteur |
| ----------------------------- | --- | --- |
| Pivotant                      | oui | oui |
| Motorisation                  | monomoteur | / |
| Empattement                   | 1 800 mm | 1 800 mm |
| Diamètre roues neuves (usées) | 660 mm (600) | 660 mm (600) |
| Suspensions                   | | |
| Roues élastiques              | oui | oui |
| Suspension primaire           | caoutchouc-métal type clouth                                                                                              | caoutchouc-métal type clouth                                                                                              |
| Suspension secondaire         | pneumatique | pneumatique |
| Autres                        | 4 amortisseurs hydrauliques (2 verticaux et 2 transversaux)                                                               | 4 amortisseurs hydrauliques (2 verticaux et 2 transversaux)                                                               |
| Masse                         | 4,4 t | 2,7 t |
| Illustration                  | - Vue d'un bogie moteur avec au centre le moteur ACEC ME084S. - Vue du patin électromagnétique. - Vue d'un bogie porteur. | - Vue d'un bogie moteur avec au centre le moteur ACEC ME084S. - Vue du patin électromagnétique. - Vue d'un bogie porteur. |

### Motorisation et freinage

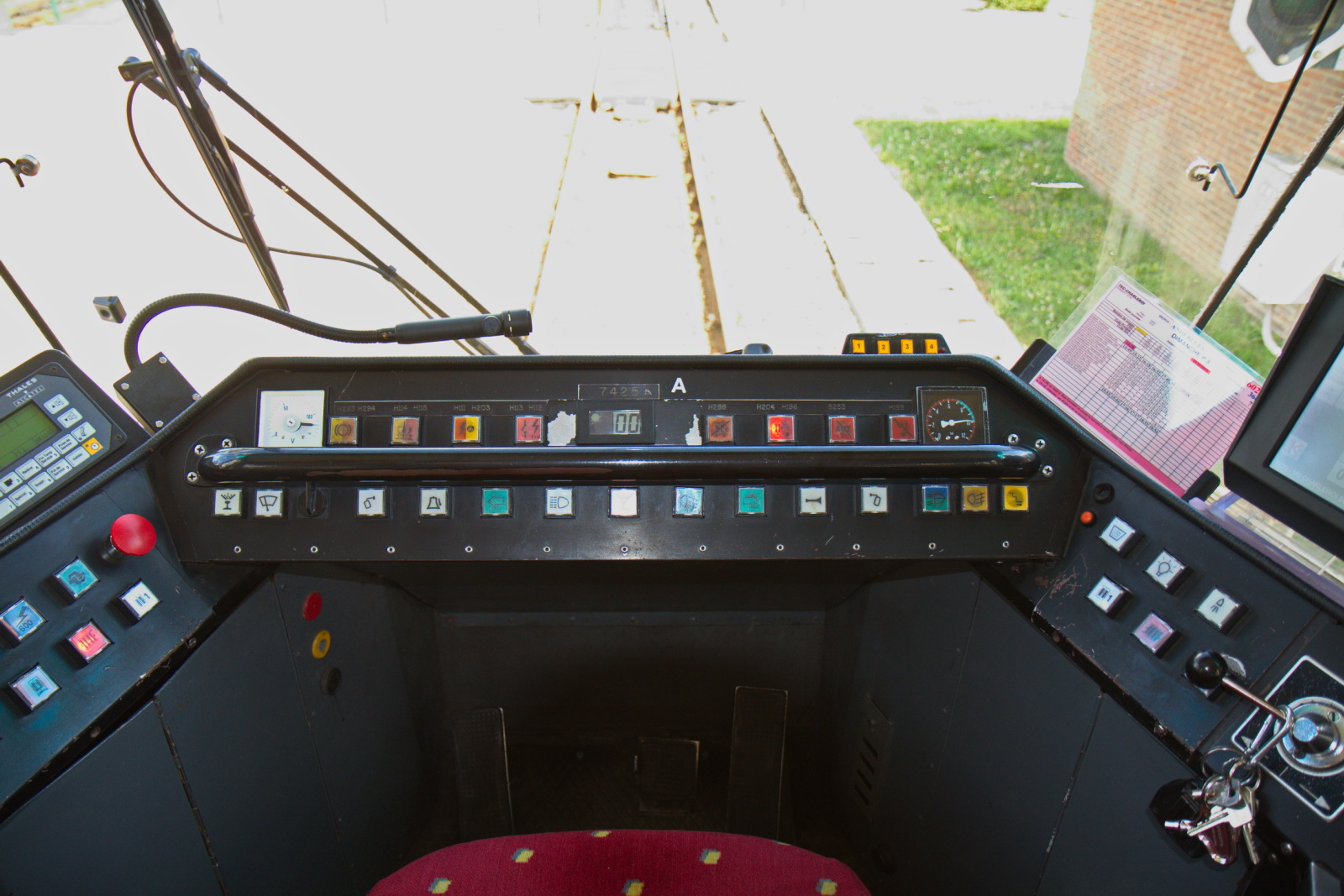
Vue du poste de conduite d'une motrice 6100 du TEC Charleroi avec les 3 pédales (veille automatique, freinage, traction) et le pupitre de conduite.

La commande de traction-freinage est effectuée au moyen de 3 pédales sur le modèle des tramways PCC : veille automatique (homme mort), freinage et traction. Les 6000 unidirectionnelles sont par ailleurs équipées d'un poste de conduite annexe à l'arrière de la motrice.
Les 2 moteurs de traction ME084S des ACEC par véhicule disposent d'une puissance unitaire unihoraire de 228 kW (215 kW continue) pour une puissance totale disponible par véhicule de 456 kW.
Le véhicule dispose de 3 modes de freinage : de service, de secours et d'urgence. Le freinage de service est le mode courant utilisé lors du cycle de freinage, il comporte 7 crans de freinage. Jusqu'à 13 km/h, le freinage est dynamique (régénératif ou  rhéostatique), sur les crans 6 et 7, il est assisté du freinage à disque sur le bogie porteur. En dessous de 13 km/h et jusqu'à l'arrêt du véhicule, le freinage est uniquement à disque sur les bogies moteurs et le bogie porteur. Le freinage d'urgence est assuré par la combinaison du frein de service et des patins électromagnétiques. Le frein de parking est assuré par l'application des freins à disque des bogies moteurs.
| Motorisation & freinage                                                   | Motorisation & freinage | Motorisation & freinage | Motorisation & freinage | Motorisation & freinage |
| Modèle                                                                    | 6000 doubles            | 6000 triples            | 6100 (TEC 7400)         | 6102                    |
| ------------------------------------------------------------------------- | ----------------------- | ----------------------- | ----------------------- | ----------------------- |
| vitesse maximale                                                          | 75 km/h                 | 75 km/h                 | 65 km/h                 | 65 km/h                 |
| moteur                                                                    | ACEC ME084S             | ACEC ME084S             | ACEC ME084S             | ACEC ME084S             |
| puissance unitaire - unihoraire - continue                                | 228 kW 215 kW           | 228 kW 215 kW           | 228 kW 215 kW           | 228 kW 215 kW           |
| Accélération moyenne au démarrage jusqu'à 40 km/h sous charge - en palier | 0,85 m/s2               | id                      | 1 m/s2                  | id                      |
| Décélération moyenne sous charge - freinage électrodynamique en palier    | 1,35 m/s2               | id                      | 1,35 m/s2               | id                      |
| Jerk maximum                                                              | 0,5 m/s3                | id                      | 0,5 m/s3                | id                      |
| Tension nominale                                                          | id                      | id                      | 600 V                   | id                      |

### Aménagement
Les plans d'origine prévoient que les véhicules soient exploités par 2 agents avec un poste fixe pour receveur, les motrices unidirectionnelles disposent d'un poste de receveur à la dernière porte, les motrices bidirectionnelles disposent de 2 postes de receveur, 1 à chaque porte d'extrémité. Cependant, la SNCV décide d'abandonner l'installation du poste de receveur et la BN livre les véhicules sans ce dernier.
Les motrices disposent de 4 doubles portes, du côté droit sur les 6000 et de 4 doubles portes de chaque côté pour les 6100, ces portes pivotantes-intérieures à fonctionnement électropneumatique imposent une marche à l'intérieur du véhicule d'aspect trapézoïdale pour leur permettre de pivoter.

Le plancher est à 860 mm sur l'ensemble des motrices à l'exception des marches intérieures au niveau des portes. Selon le type d'arrêt utilisé, l'accès à la motrice impose 1 marche avec des quais haut, ou 3 marches dont 1 marchepied rétractable dans le cas de quais bas.

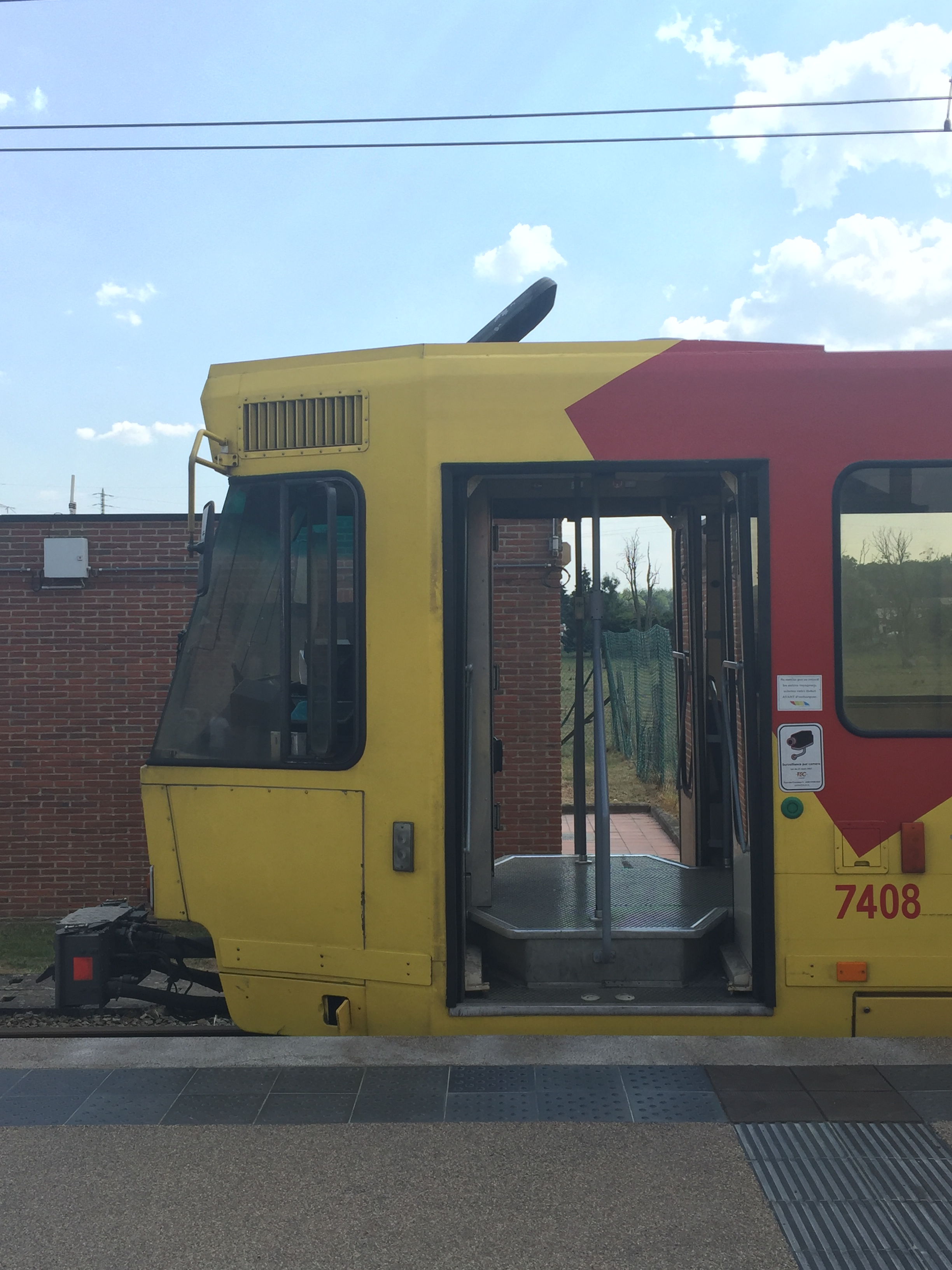
Vue de l'entrée avec 1 marche d'accès dans le cas de quais hauts type métro...
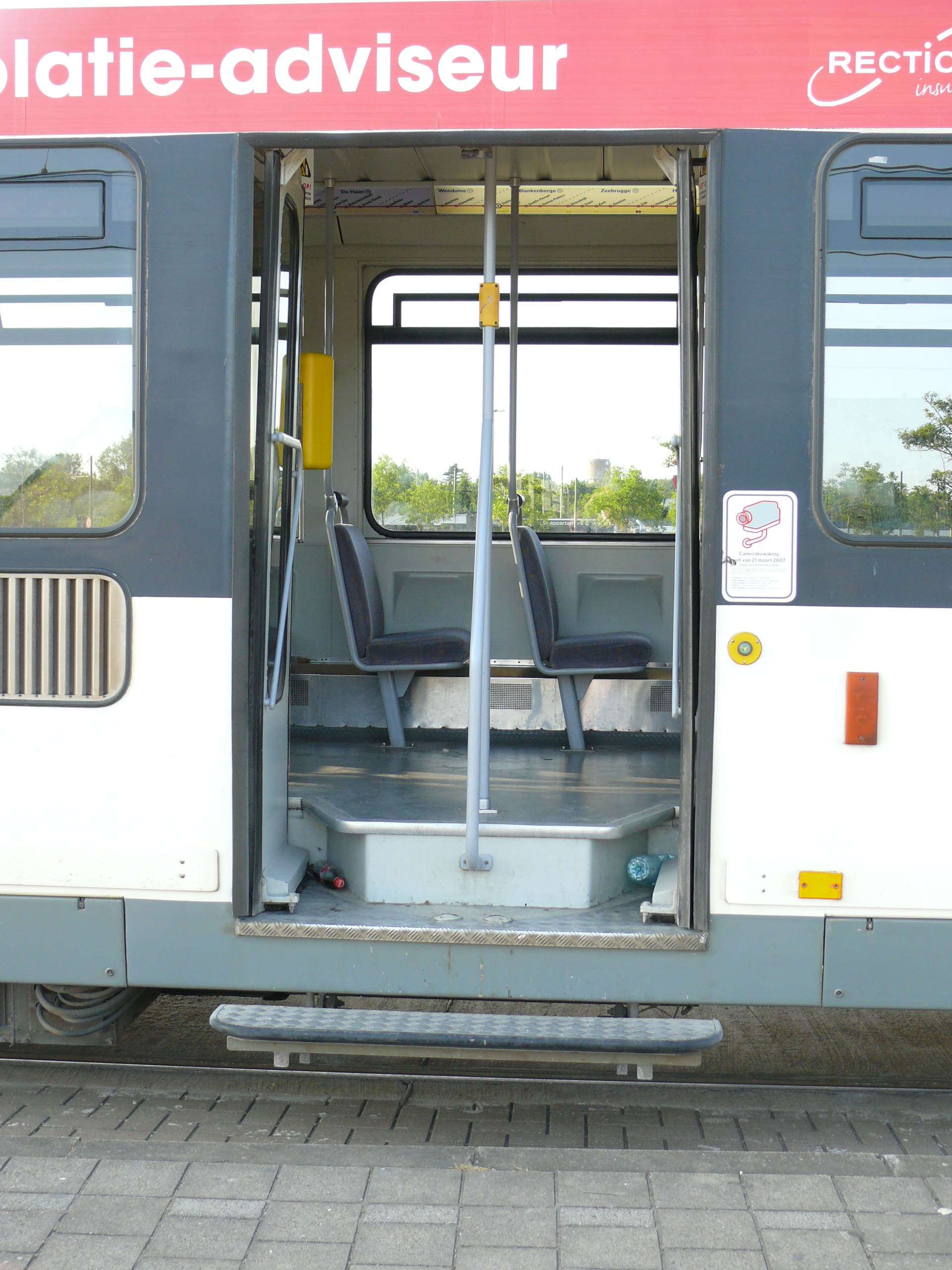
ou 3 marches dont 1 marchepied rétractable dans le cas de quais bas.

Les motrices type 6000 sont livrées avec un aménagement des sièges en 2+1 sur la caisse arrière ou est d'origine prévue la montée des voyageurs et 2+2 sur la caisse avant, une majorité des sièges étant disposée dans le sens de marche. Les motrices type 6100 sont livrées avec une disposition identique sur les 2 caisses en 2+1 avec des sièges en vis-à-vis. Ces dispositions ont globalement été conservées par les exploitants ultérieurs.

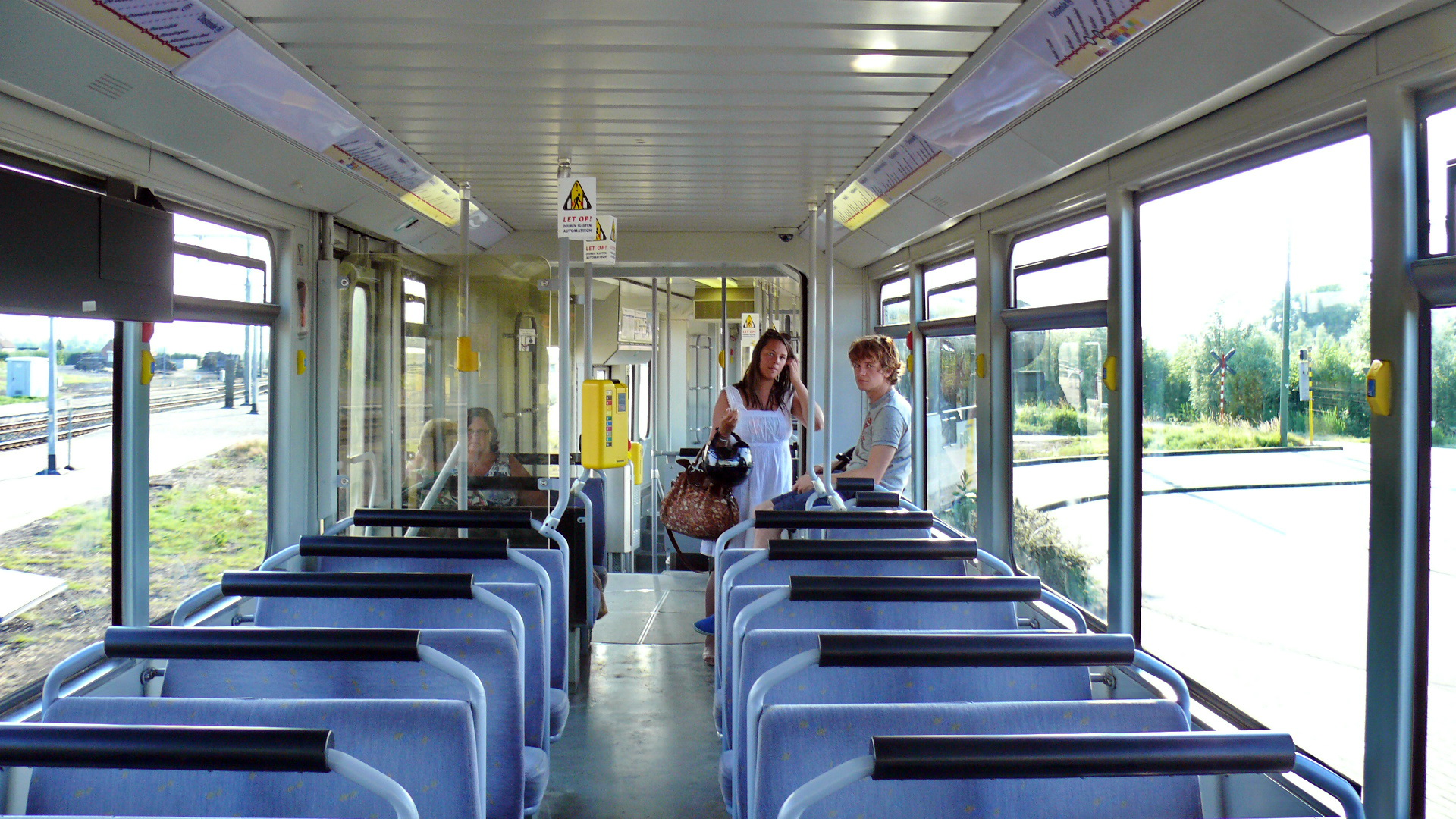
Disposition des sièges en 2+2 face au sens de marche sur la caisse avant d’une motrice type 6100 de De Lijn.
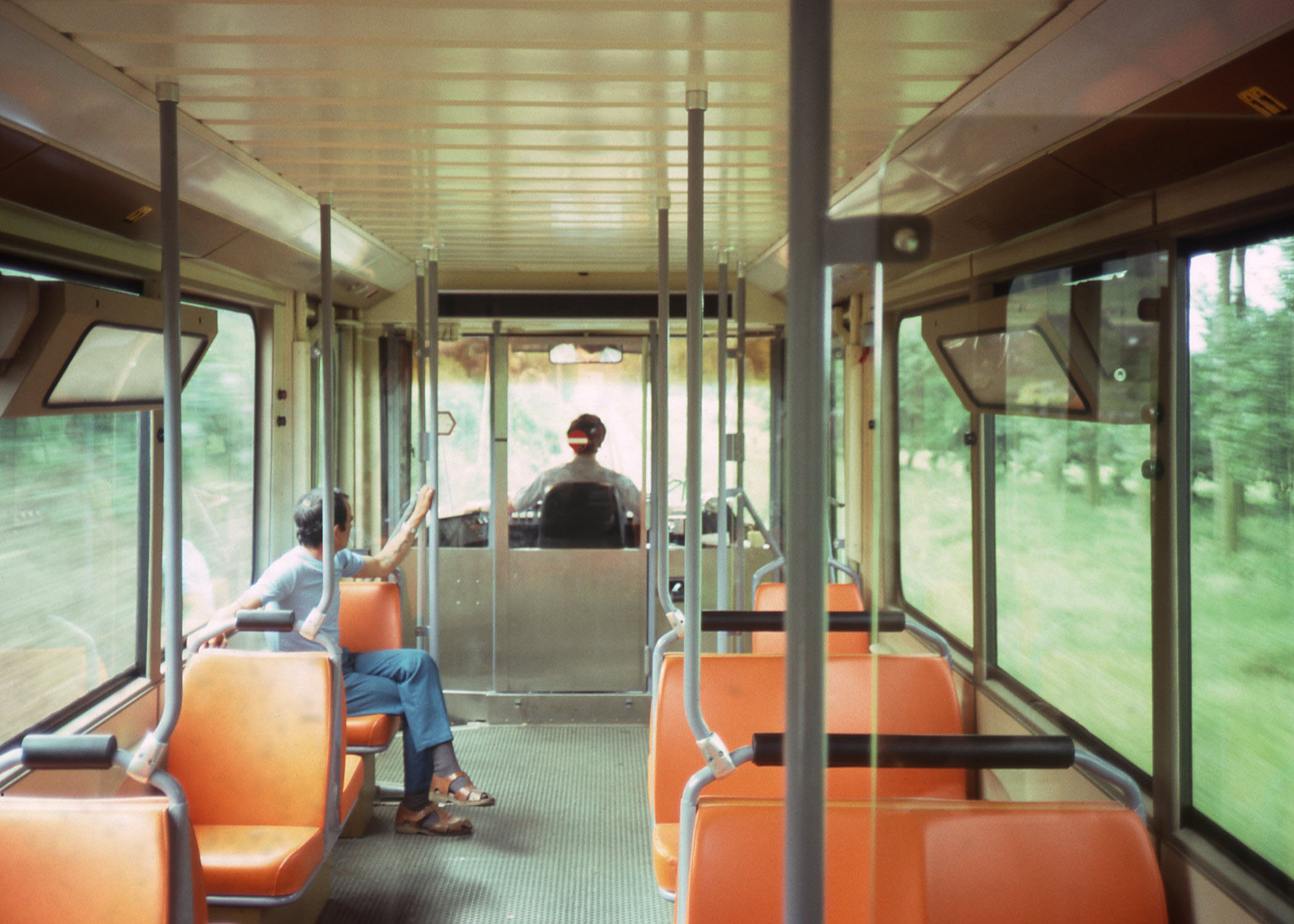
Disposition des sièges en 2+1 sur une motrice type 6100 au niveau de la porte avant.
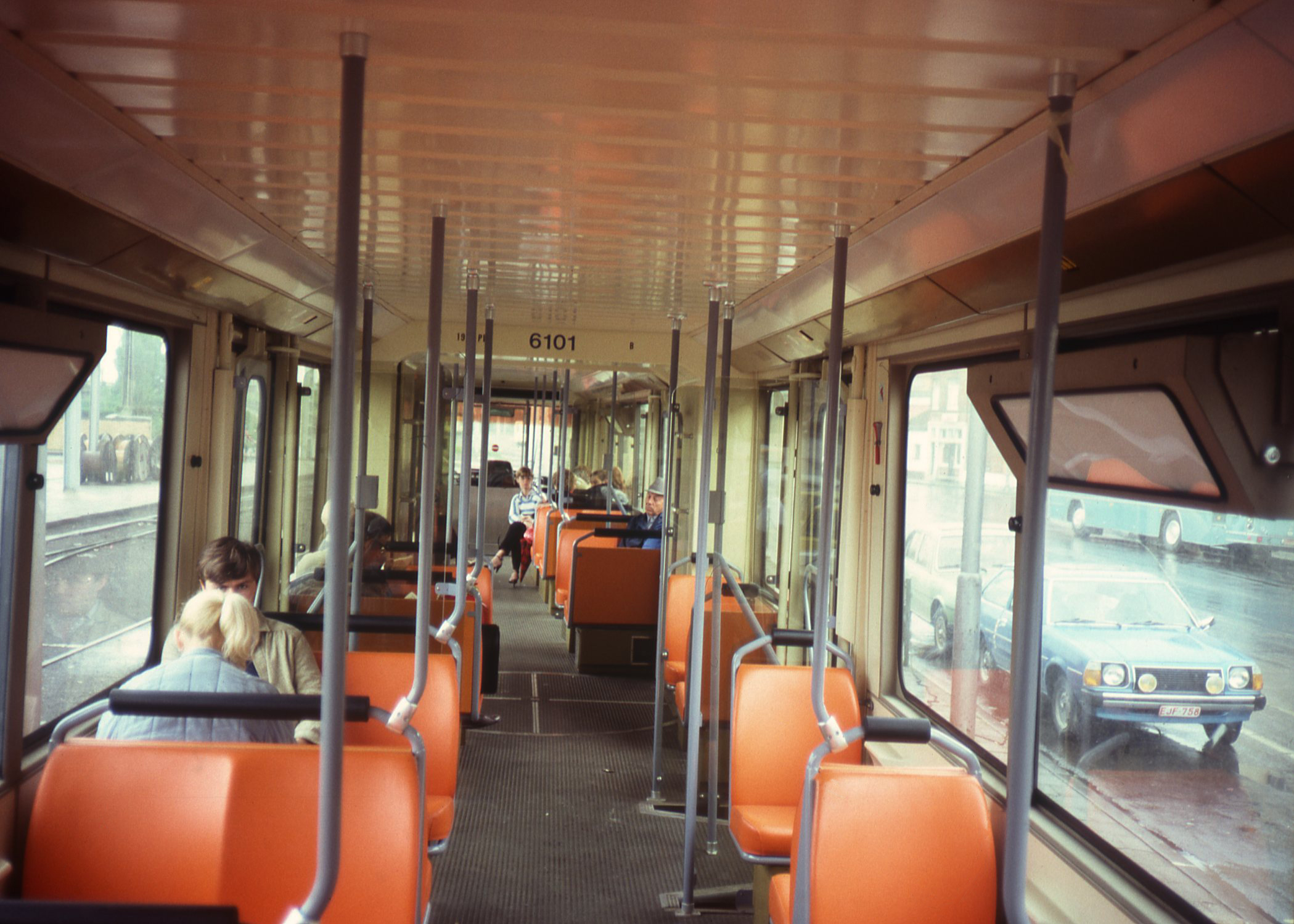
Idem mais au niveau de la porte centrale.
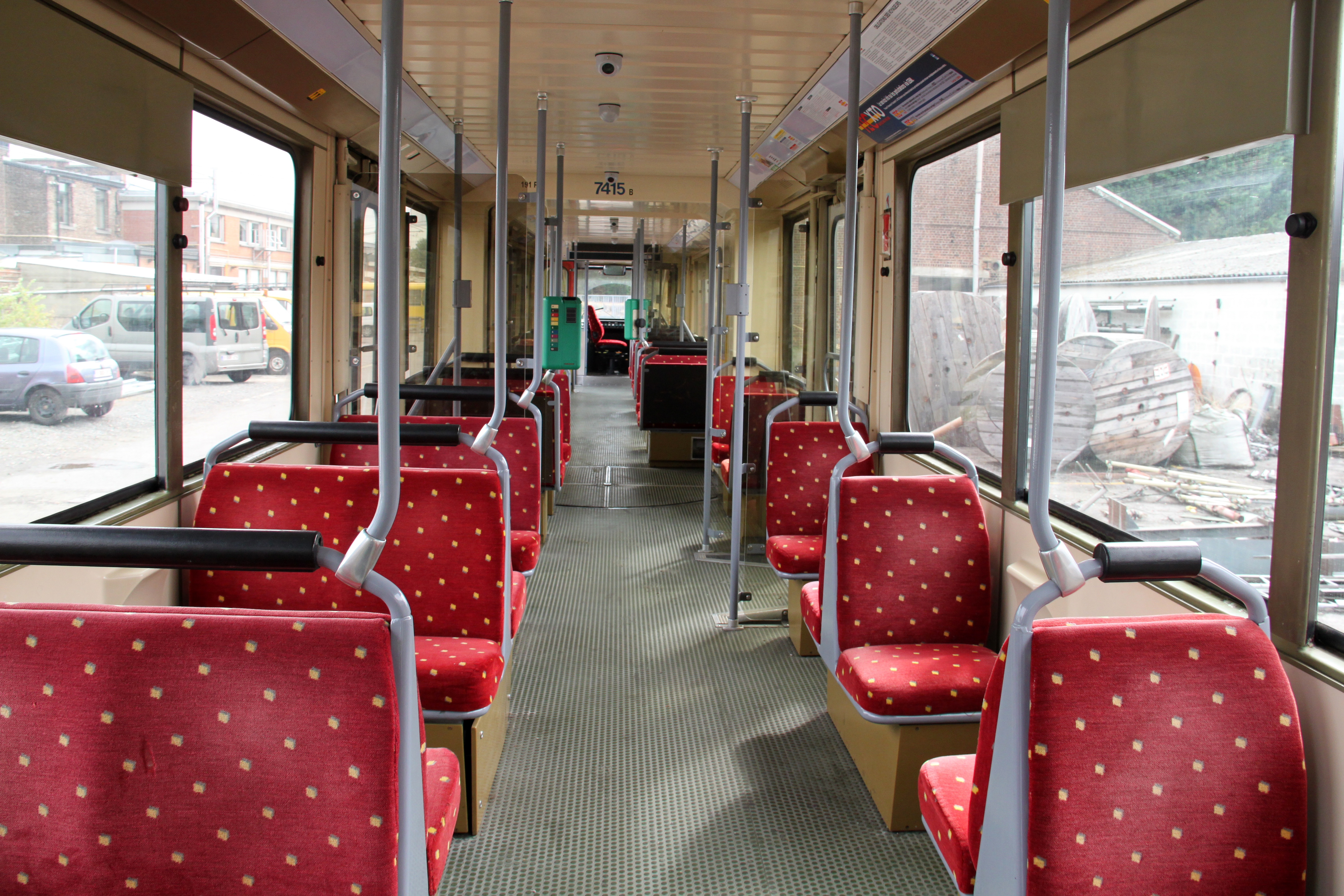
Disposition des sièges identiques sur une motrice de la série 7400 (ex. 6100) du TEC Charleroi.

| Aménagement                                                    | Aménagement                                            | Aménagement                                            | Aménagement                                            | Aménagement                                            |
| Modèle                                                         | 6000 doubles                                           | 6000 triples                                           | 6100 (TEC 7400)                                        | 6102                                                   |
| -------------------------------------------------------------- | ------------------------------------------------------ | ------------------------------------------------------ | ------------------------------------------------------ | ------------------------------------------------------ |
| hauteur plancher*                                              | 860 mm                                                 | 860 mm                                                 | 860 mm                                                 | 860 mm                                                 |
| hauteur intérieure                                             | 2 195 mm                                               | 2 195 mm                                               | 2 195 mm                                               | 2 195 mm                                               |
| portes                                                         | 4 doubles côté droit                                   | 5 doubles côté droit                                   | 4 doubles de chaque côté                               | 4 doubles côté gauche 5 doubles côté droit             |
| type                                                           | pivotant-intérieur à fonctionnement électropneumatique | pivotant-intérieur à fonctionnement électropneumatique | pivotant-intérieur à fonctionnement électropneumatique | pivotant-intérieur à fonctionnement électropneumatique |
| ouverture libre de passage portes d'entrée                     | 1 190 mm                                               | 1 190 mm                                               | 1 190 mm                                               | 1 190 mm                                               |
| distance entre les sièges - vis-à-vis - dans le sens de marche | 750 × 2 mm 750 mm                                      | 750 × 2 mm 750 mm                                      | 750 × 2 mm 750 mm                                      | 750 × 2 mm 750 mm                                      |
| Largeur siège double                                           | 865 mm                                                 | id                                                     | id                                                     | id                                                     |
| Largeur siège simple                                           | 430 mm                                                 | id                                                     | id                                                     | id                                                     |
| Largeur couloir                                                | 935-500 mm                                             |                                                        | 935 mm                                                 | id                                                     |
| Places assises                                                 | 59                                                     | 73                                                     | 44                                                     | 59                                                     |
| Places debout (4 personnes/m2)                                 | 88                                                     |                                                        | 98                                                     |                                                        |
| Places debout (6 personnes/m2)                                 | 132                                                    | 237                                                    | 148                                                    | 201                                                    |
| Nombre total de voyageurs sous charge 6 personnes/m2           | 191                                                    | 310                                                    | 192                                                    | 260                                                    |

* au-dessus du plan de roulement.

## Liste des véhicules
| Type | Numéro        | Livraison    | Propriétaire           | Remarques |
| ---- | ------------- | ------------ | ---------------------- | --- |
| 6000 | 6000          | 9 juin 1980  | - SNCV - De Lijn       | prototype 6000 (définitivement détruite) |
| 6000 | 6001          | 1982         | - SNCV - De Lijn       | définitivement détruite |
| 6000 | 6002          | 1982         | - SNCV - De Lijn       | définitivement détruite |
| 6000 | 6003          | 1982         | - SNCV - De Lijn       | définitivement détruite |
| 6000 | 6004          | 1982         | - SNCV - De Lijn       | définitivement détruite |
| 6000 | 6005          | 1982         | - SNCV - De Lijn       | définitivement détruite |
| 6000 | 6006          | 1982         | - SNCV - De Lijn       | définitivement détruite |
| 6000 | 6007          | 1982         | - SNCV - De Lijn       | définitivement détruite |
| 6000 | 6008          | 1982         | - SNCV - De Lijn       | définitivement détruite |
| 6000 | 6009          | 1982         | - SNCV - De Lijn       | définitivement détruite |
| 6000 | 6010          | 1982         | - SNCV - De Lijn       | définitivement détruite |
| 6000 | 6011          | 1982         | - SNCV - De Lijn       | définitivement détruite |
| 6000 | 6012          | 1982         | - SNCV - De Lijn       | définitivement détruite |
| 6000 | 6013          | 1982         | - SNCV - De Lijn       | définitivement détruite |
| 6000 | 6014          | 1982         | - SNCV - De Lijn       | définitivement détruite |
| 6000 | 6015          | 1982         | - SNCV - De Lijn       | définitivement détruite |
| 6000 | 6016          | 1982         | - SNCV - De Lijn       | définitivement détruite |
| 6000 | 6017          | 1982         | - SNCV - De Lijn       | Conservée au musée (Knokke ou De Panne) |
| 6000 | 6018          | 1982         | - SNCV - De Lijn       | définitivement détruite |
| 6000 | 6019          | 1982         | - SNCV - De Lijn       | définitivement détruite |
| 6000 | 6020          | 1982         | - SNCV - De Lijn       | définitivement détruite |
| 6000 | 6021          | 1983         | - SNCV - De Lijn       | définitivement détruite |
| 6000 | 6022          | 1983         | - SNCV - De Lijn       | définitivement détruite |
| 6000 | 6023          | 1983         | - SNCV - De Lijn       | définitivement détruite |
| 6000 | 6024          | 1983         | - SNCV - De Lijn       | définitivement détruite |
| 6000 | 6025          | 1982         | - SNCV - De Lijn       | Conservée au musée (Knokke ou De Panne) |
| 6000 | 6026          | 1983         | - SNCV - De Lijn       | définitivement détruite |
| 6000 | 6027          | 1983         | - SNCV - De Lijn       | définitivement détruite |
| 6000 | 6028          | 1983         | - SNCV - De Lijn       | définitivement détruite |
| 6000 | 6029          | 1983         | - SNCV - De Lijn       | définitivement détruite |
| 6000 | 6030          | 1983         | - SNCV - De Lijn       | définitivement détruite |
| 6000 | 6031          | 1983         | - SNCV - De Lijn       | définitivement détruite |
| 6000 | 6032          | 1983         | - SNCV - De Lijn       | définitivement détruite |
| 6000 | 6033          | 1983         | - SNCV - De Lijn       | définitivement détruite |
| 6000 | 6034          | 1983         | - SNCV - De Lijn       | définitivement détruite |
| 6000 | 6035          | 1983         | - SNCV - De Lijn       | définitivement détruite |
| 6000 | 6036          | 1983         | - SNCV - De Lijn       | définitivement détruite |
| 6000 | 6037          | 1983         | - SNCV - De Lijn       | définitivement détruite |
| 6000 | 6038          | 1983         | - SNCV - De Lijn       | définitivement détruite |
| 6000 | 6039          | 1983         | - SNCV - De Lijn       | définitivement détruite |
| 6000 | 6040          | 1983         | - SNCV - De Lijn       | définitivement détruite |
| 6000 | 6041          | 1983         | - SNCV - De Lijn       | définitivement détruite |
| 6000 | 6042          | 1983         | - SNCV - De Lijn       | définitivement détruite |
| 6000 | 6043          | 1983         | - SNCV - De Lijn       | définitivement détruite |
| 6000 | 6044          | 1983         | - SNCV - De Lijn       | définitivement détruite |
| 6000 | 6045          | 1983         | - SNCV - De Lijn       | définitivement détruite |
| 6000 | 6046          | 1983         | - SNCV - De Lijn       | définitivement détruite |
| 6000 | 6047          | 1983         | - SNCV - De Lijn       | définitivement détruite |
| 6000 | 6048          | 1983         | - SNCV - De Lijn       | définitivement détruite |
| 6000 | 6049          | 1983         | - SNCV - De Lijn       | définitivement détruite |
| 6100 | 6100          | 13 août 1980 | - SNCV - TEC Charleroi | prototype 6100 |
| 6100 | 6101 7401     | 1981         | - SNCV - TEC Charleroi | |
| 6100 | 6102          | 26 mars 1981 | - SNCV - De Lijn       | accidentée le 8 avril 1981 et réparé par canibalisation de la 6103. (Conservée au musée (Knokke ou De Panne)) (SleepTram ou Tram de service) |
| 6100 | 6103          | 1981         | - SNCV                 | accidentée le 8 avril 1981 lors d'un accident avec la 6102 et cannibalisée pour réparer cette dernière.                                      |
| 6100 | 6103 (2) 7403 | 1984         | - SNCV - TEC Charleroi | livrée en remplacement de la 6103 accidentée en 1981.                                                                                        |
| 6100 | 6104 7404     | 1981         | - SNCV - TEC Charleroi | |
| 6100 | 6105 7405     | 1981         | - SNCV - TEC Charleroi | |
| 6100 | 6106 7406     | 1981         | - SNCV - TEC Charleroi | |
| 6100 | 6107          | 1981         | - SNCV - De Lijn       | accidentée en 1981, jamais réparée et démolie en 1993.                                                                                       |
| 6100 | 6108 7408     | 1981         | - SNCV - TEC Charleroi | |
| 6100 | 6109 7409     | 1981         | - SNCV - TEC Charleroi | |
| 6100 | 6110 7410     | 1981         | - SNCV - TEC Charleroi | |
| 6100 | 6111 7411     | 1981         | - SNCV - TEC Charleroi | |
| 6100 | 6112 7412     | ?            | - SNCV - TEC Charleroi | |
| 6100 | 6113 7413     | 1981         | - SNCV - TEC Charleroi | |
| 6100 | 6114 7414     | 1981         | - SNCV - TEC Charleroi | |
| 6100 | 6115 7415     | ?            | - SNCV - TEC Charleroi | |
| 6100 | 6116 7416     | ?            | - SNCV - TEC Charleroi | |
| 6100 | 6117          | 1981         | - SNCV - TEC Charleroi | |
| 6100 | 6118 7418     | 1981         | - SNCV - TEC Charleroi | |
| 6100 | 6119 7419     | 1981         | - SNCV - TEC Charleroi | |
| 6100 | 6120          | 1981         | - SNCV - TEC Charleroi | |
| 6100 | 6121 7421     |              | - SNCV - TEC Charleroi | |
| 6100 | 6122 7422     |              | - SNCV - TEC Charleroi | |
| 6100 | 6123 7423     |              | - SNCV - TEC Charleroi | |
| 6100 | 6124          | 1981         | - SNCV - TEC Charleroi | |
| 6100 | 6125 7425     | 1981         | - SNCV - TEC Charleroi | |
| 6100 | 6126 7426     | 1981         | - SNCV - TEC Charleroi | |
| 6100 | 6127 7427     | 1982         | - SNCV - TEC Charleroi | |
| 6100 | 6128 7428     | 1982         | - SNCV - TEC Charleroi | Il a accueilli les couleurs d'Alstom lors de sa rénovation, de 2021 à juillet 2024.                                                          |
| 6100 | 6129 7429     |              | - SNCV - TEC Charleroi | |
| 6100 | 6130 7430     |              | - SNCV - TEC Charleroi | |
| 6100 | 6131          | 1982         | - SNCV - De Lijn       | |
| 6100 | 6132 7432     | 1982         | - SNCV - TEC Charleroi | |
| 6100 | 6133 7433     | 1982         | - SNCV - TEC Charleroi | |
| 6100 | 6134          | 1982         | - SNCV - TEC Charleroi | |
| 6100 | 6135 7435     |              | - SNCV - TEC Charleroi | |
| 6100 | 6136 7436     |              | - SNCV - TEC Charleroi | |
| 6100 | 6137 7437     | 1982         | - SNCV - TEC Charleroi | |
| 6100 | 6138 7438     | 1982         | - SNCV - TEC Charleroi | |
| 6100 | 6139 7439     |              | - SNCV - TEC Charleroi | |
| 6100 | 6140 7440     |              | - SNCV - TEC Charleroi | |
| 6100 | 6141 7441     |              | - SNCV - TEC Charleroi | |
| 6100 | 6142 7442     |              | - SNCV - TEC Charleroi | |
| 6100 | 6143 7443     | 1982         | - SNCV - TEC Charleroi | |
| 6100 | 6144 7444     | 1982         | - SNCV - TEC Charleroi | |
| 6100 | 6145 7445     | 1982         | - SNCV - TEC Charleroi | |
| 6100 | 6146 7446     | 1982         | - SNCV - TEC Charleroi | |
| 6100 | 6147 7447     | 1982         | - SNCV - TEC Charleroi | |
| 6100 | 6148 7448     | 1982         | - SNCV - TEC Charleroi | |
| 6100 | 6149 7449     | 1982         | - SNCV - TEC Charleroi | |
| 6100 | 6150 7450     | 1982         | - SNCV - TEC Charleroi | |
| 6100 | 6151 7451     | 1982         | - SNCV - TEC Charleroi | |
| 6100 | 6152 7452     | 1982         | - SNCV - TEC Charleroi | Sert aujourd'hui de prototype pour les BN LRV Rénover du TEC Charleroi, elle se trouvent au Depot de jumet.                                  |
| 6100 | 6153 7453     | 1982         | - SNCV - TEC Charleroi | |
| 6100 | 6154 7454     | 1982         | - SNCV - TEC Charleroi | |